# Круг (группа)
Круг — советская рок-группа 1980-х годов.

## История
Состав сформировался в 1981 году из бывших музыкантов группы Стаса Намина «Цветы» — Игоря Саруханова (гитара, вокал), Александра Слизунова (клавишные), Владимира Васильева (бас, вокал) и Михаила Файнзильберга (ударные).
С конца декабря 1982 года — группа «Круг». Самая первая их песня «Кара-кум» стала визитной карточкой группы.
Молодой коллектив берёт под опеку поэт Анатолий Монастырёв, после чего у группы начинается активная успешная гастрольная жизнь, однако в августе 1982 года Министерство культуры СССР издаёт приказ о расформировании ряда супергрупп, таких как «Аракс», в том же приказе музыкантам «Круга» поимённо запрещалось работать вместе. От немедленной расправы группу спасло только заступничество заместителя главного редактора газеты «Советская культура», поэтессы Татьяны Квардаковой, жены Игоря Юрьевича Андропова, сына тогдашнего Генсека ЦК КПСС Юрия Владимировича Андропова. Она лично встретилась с заместителем министра культуры, популярным актёром Георгием Ивановым и убедила его отменить приказ, и тем не менее всю вторую половину 1982 и часть 1983 года группа просидела без концертов.
Заслуга Квардаковой была и в том, что в 1986 году фирма грамзаписи «Мелодия» издала на пластинке магнитоальбом «Круг друзей» с записями 1983—85 годов. Пластинка расходится огромным тиражом в 3,5 млн экземпляров, однако в группе меняется состав — Саруханов начинает сольную карьеру, а Слизунов уходит в «Лотос». Их заменяют Евгений Гетманский (клавишные) и Валерий Тарабрин (вокал, гитара). Таким составом «Круг» записывает альбом «Дорога», автором большинства песен в котором становится Михаил Файнзильберг.
Группа распалась из-за личных отношений внутри коллектива.
Последний концерт группа даёт в 1988 году в Самарканде, после чего прекращает существование. Файнзильберг на некоторое время отходит от музыки, но в 1995 году начинает сольную карьеру. С 2021 года группа снова ведет активную концертную деятельность.

## Дискография
Круг друзей (1983 — магнитоальбом; 1986 — LP-грампластинка, Мелодия, С60 24607 000).
Информация на конверте грампластинки Круг друзей (записи 1983—85 годов):
- Состав группы:
  - М. Файнзильберг — руководитель группы, ударные, клавишные, вокал.
  - В. Васильев — бас-гитара, гитара, вокал.
  - Е. Гетманский — клавишные, акустическая гитара, вокал.
- В записи принимали участие:
  - А. Слизунов — клавишные, вокал.
  - В. Королюк — тимбалес А/З.
  - И. Саруханов — гитара соло, вокал.

Состав LP-альбома:
1. Музыкант (муз. гр. «Круг»[1], А.Слизунов[5], исп. А.Слизунов[6] — слова О.Писаржевская, А.Монастырев)
2. Ты сказала: «Поверь…» (М.Файнзильберг — О.Писаржевская, А.Монастырев)
3. Африка (М.Файнзильберг — О.Писаржевская, А.Монастырев)
4. Каракум (гр. «Круг»[1], И.Саруханов[5] — О.Писаржевская, А.Монастырев)
5. Ни слова о любви (М.Файнзильберг — И.Луговая)
6. Круг друзей (гр. «Круг»[1], И.Саруханов — О.Писаржевская, А.Монастырев)

Дорога (1986 — м/а; 1988 — LP, Мелодия, С60 26239 001).
1. Что было, то было  (М. Файнзильберг — О. Писаржевская, Монастырев)
2. Ход пешки (посвящается Г. Каспарову). (В. Васильев, Е. Гетманский — Т. Квардакова)
3. Чужого горя нет (М. Файнзильберг — О. Писаржевская, Монастырев)
4. Заповедь
5. Чужая жена
6. Дорога
- Состав группы:
  - В. Васильев — бас-гитара, вокал.
  - Е. Гетманский — вокал, клавишные.
  - И. Саруханов— гитара, вокал.

Маски-маскарад (1983—1984 — м/а) — альбом Игоря Саруханова и группы Круг.